# Beloved Enemy
«Beloved Enemy» — немецкая музыкальная группа из Нюрнберга, существовавшая с 2006 по 2013 годы. Исполняли музыку в жанре готик-рок.

## История
Коллектив был создан в Нюрнберге гитаристом Петером Кафкой (нем. Peter Kafka) и вокалистом Ski-King. К окончательному составу «Beloved Enemy», сформированному к 2008 году, присоединились басисты Шаи Деверо (нем. Chai Deveraux) и Эдди (нем. Eddy), а также ударник Мартин Кесслер (нем. Martin Kessler). На творчество участников группы повлияли такие исполнители как «Type O Negative», «Nine Inch Nails» и Роб Зомби. В апреле 2007 года выходит дебютный альбом «Enemy Mine», ещё до выхода которого музыканты отличились записью песен к саундтрекам двух немецких фильмов. Пластинка по-разному оценивается музыкальными критиками, отдельные рецензенты отметили «сочетание в композиции альбома тёмной романтики с жёстким индастриалом».
После выпуска «Enemy Mine» группа принимает участие в ряде фестивалей готической музыки. Их следующий альбом, «Thank You for the Pain» (2011), также как и первый релиз, привлёк к себе внимание критиков.
Планировавшийся к выходу в конце 2011 года альбом «Behind Enemy Lines» так и не увидел свет. В дальнейшем один из основателей «Beloved Enemy» Ski-King начал терять интерес к проекту, и после выступления в 2013 году на «Castle Rock Festival» в Мюльхайм-ан-дер-Руре музыканты объявили о распаде группы.

## Дискография

### Альбомы
- «Enemy Mine» (2007) —  Rocktimes: [2]; Metal Hammer: 3/7[4]; Rock Hard: [5]
- «Thank You for the Pain» (2011) —  Rock Hard: [7]